# Grand Prix automobile d'Azerbaïdjan 2019
GP précédent GP suivant
Le Grand Prix automobile d'Azerbaïdjan 2019 (Formula 1 SOCAR Azerbaijan Grand Prix 2019) disputé le 28 avril 2019 sur le circuit urbain de Bakou, est la 1001e épreuve du championnat du monde de Formule 1 courue depuis 1950. Il s'agit de la troisième édition du Grand Prix d'Azerbaïdjan comptant pour le championnat du monde de Formule 1 et la quatrième manche du championnat 2019.
La séance de qualification, perturbée par deux interruptions sur drapeau rouge et rallongée de cinquante-deux minutes, s'achève dans le jour déclinant en raison des accidents dans le virage no 9 où Robert Kubica en Q1 puis Charles Leclerc en Q2 ont encastré leur monoplace dans les bordures de sécurité. Le Monégasque, qui a dominé toutes les séances d'essais libres et paraissait en mesure de se battre la pole position s'élancera de la huitième place. La pole position se joue au jeu du chat et de la souris lors des ultimes tentatives des pilotes en Q3 : l'aspiration s'avérant capitale dans les longues lignes droites, les Mercedes piègent Sebastian Vettel en le laissant sortir de la voie des stands seul devant. Calé en bout de peloton, Valtteri Bottas obtient la huitième pole position de sa carrière avec 23 millièmes de seconde d'avance sur son coéquipier Lewis Hamilton tandis que Vettel est repoussé en deuxième ligne, à trois dixièmes de seconde, accompagné par Max Verstappen. La troisième ligne accueille Sergio Pérez, cinquième à plus d'une seconde de Bottas, et Daniil Kvyat. Lando Norris devait être accompagné par Kimi Räikkönen en quatrième ligne mais le Finlandais est disqualifié pour aileron avant non conforme et part de la voie des stands ; Charles Leclerc prend sa place alors que la cinquième ligne est composée de Carlos Sainz Jr. et de Daniel Ricciardo.
Mercedes Grand Prix, qui domine la Formule 1 depuis le début de l'ère des moteurs V6 turbo hybrides en 2014, établit un nouveau record en réalisant quatre doublés à l'issue des quatre premières courses de la saison. Parti en pole position, Valtteri Bottas remporte la cinquième victoire de sa carrière ; il résiste à son coéquipier dans les premiers virages puis garde suffisamment de rythme en fin de course pour interdire toute possibilité de dépassement à Lewis Hamilton qui termine à un peu plus d'une seconde. Les pilotes des Flèches d'Argent en sont à deux victoires chacun. Sebastian Vettel et Max Verstappen franchissent la ligne d'arrivée aux mêmes places que sur la grille de départ sans avoir été en mesure de troubler la marche triomphale des deux W10. Parti huitième, Charles Leclerc perd deux positions au départ mais remonte jusqu'à mener la course durant une vingtaine de tours grâce à une stratégie décalée. Après son arrêt dans la trente-quatrième boucle, il sécurise sa cinquième place au point de pouvoir s'arrêter en vue de l'arrivée pour chausser des pneumatiques neufs et réaliser le meilleur tour en course, ce qui lui offre un point supplémentaire. Il est élu « pilote du jour ». 
Sergio Pérez profite de sa bonne position sur la grille pour terminer sixième, devant les McLaren de Carlos Sainz Jr. et Lando Norris. Racing Point amène aussi ses deux RP19 dans les points avec la neuvième place de Lance Stroll. Kimi Räikkönen inscrit le dernier point en jeu ; les dix premiers terminent dans le même tour que le vainqueur. Un étonnant incident se produit au trente-et-unième tour : luttant pour la dix-septième place, Daniel Ricciardo tire tout droit au virage no 4 et emmène Daniil Kvyat dans l'échappatoire. Il enclenche sa marche arrière pour se remettre en piste sans voir que la Toro Rosso est derrière lui et l'emboutit, provoquant leur double abandon. L'Australien est pénalisé d'un recul de trois places sur la grille du prochain Grand Prix. 
Bottas reprend la tête du championnat du monde avec 87 points, un de plus qu'Hamilton correspondant à son meilleur tour en Australie. Grâce à son deuxième podium consécutif, Vettel (52 points) prend la troisième place à Verstappen (51 points). Leclerc est cinquième avec 47 points ; Pérez, Gasly et Räikkönen suivent avec 13 points. Chez les constructeurs, Mercedes, avec 173 points en quatre courses devance Ferrari (99 points) et Red Bull Racing (64 points) ; suivent McLaren (18 points), Racing Point (17 points) Alfa Romeo (13 points), Renault (12 points), Haas (8 points) et Toro Rosso (4 points). Williams n'a pas encore marqué.

## Pneus disponibles
| Pneus pour piste sèche | Pneus pour piste sèche | Pneus pour piste sèche | Pneus pluie    | Pneus pluie |
| ---------------------- | ---------------------- | ---------------------- | -------------- | ----------- |
| Durs (Type C2)         | Médiums (Type C3)      | Tendres (Type C4)      | Intermédiaires | Pluie       |

## Essais libres

### Première séance, le vendredi de 13 h à 14 h 30
| Pos. | Pilote           | Voiture | Chrono         | Écart     |
| ---- | ---------------- | ------- | -------------- | --------- |
| 1    | Charles Leclerc  | Ferrari | 1 min 47 s 497 |           |
| 2    | Sebastian Vettel | Ferrari | 1 min 49 s 598 | + 2 s 101 |

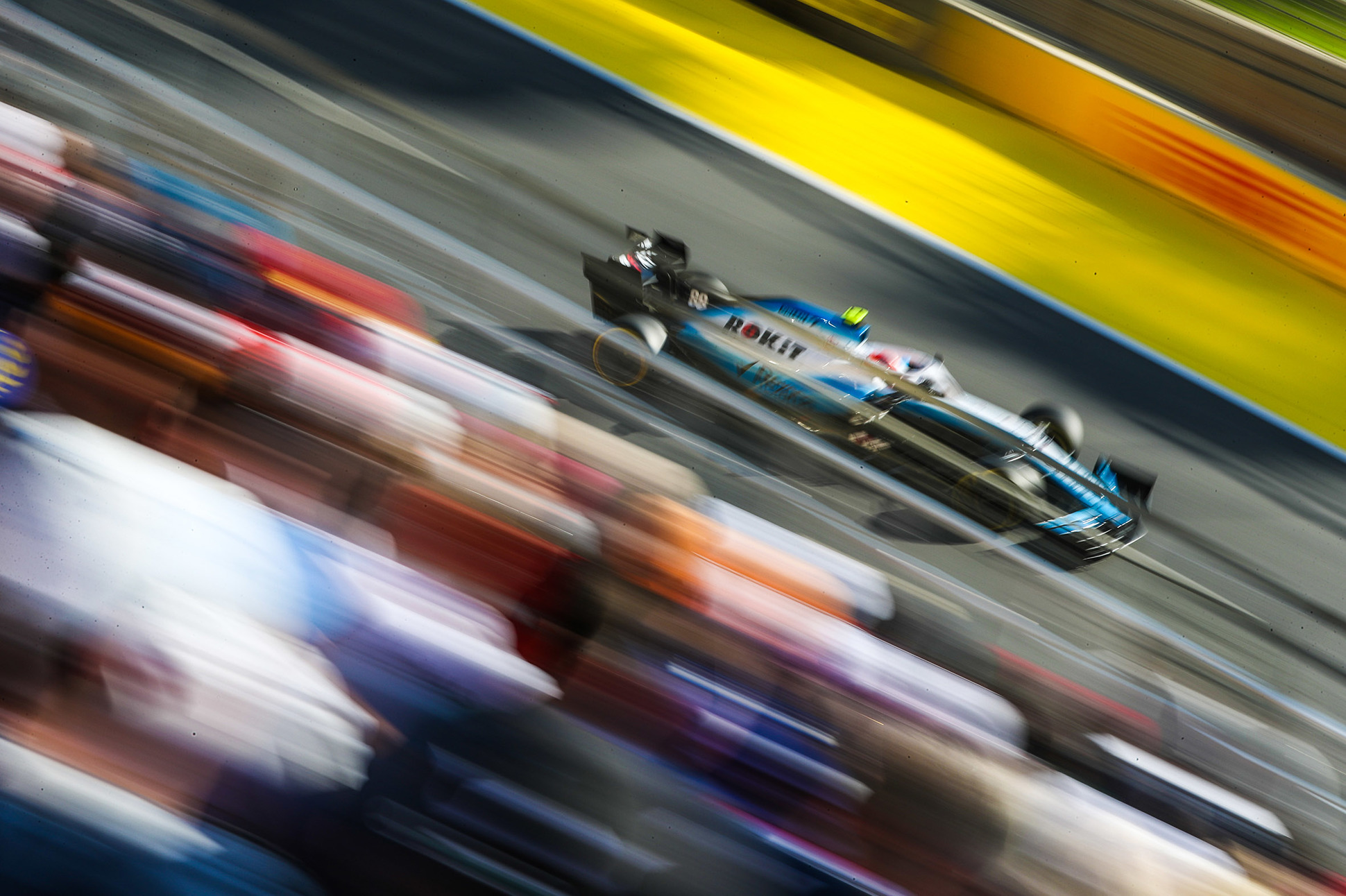
Robert Kubica au Grand Prix d'Azerbaïdjan 2019.

- La séance est définitivement interrompue au bout de douze minutes alors que seuls les deux pilotes Ferrari ont enregistré un tour rapide chronométré : George Russell au volant de sa Williams, passe sur une plaque d'égout mal fixée, qui s'est soulevée lors du passage de Charles Leclerc, et détruit son fond plat. Le danger représenté par ces plaques et le besoin de les vérifier une à une entraine un drapeau rouge. Peu après, la grue de la dépanneuse qui ramène la FW42 frappe une passerelle à l'entrée des stands, l'abime et l'huile de son vérin s'écoule sur la monoplace[3],[4] ; la FIA annonce ensuite que la séance ne reprendra pas[5],[6].

### Deuxième séance, le vendredi de 17 h à 18 h 30
| Pos. | Pilote           | Voiture          | Chrono         | Écart     |
| ---- | ---------------- | ---------------- | -------------- | --------- |
| 1    | Charles Leclerc  | Ferrari          | 1 min 42 s 872 |           |
| 2    | Sebastian Vettel | Ferrari          | 1 min 43 s 196 | + 0 s 324 |
| 3    | Lewis Hamilton   | Mercedes         | 1 min 43 s 541 | + 0 s 669 |
| 4    | Max Verstappen   | Red Bull-Honda   | 1 min 43 s 793 | + 0 s 921 |
| 5    | Valtteri Bottas  | Mercedes         | 1 min 44 s 003 | + 1 s 131 |
| 6    | Daniil Kvyat     | Toro Rosso-Honda | 1 min 44 s 177 | + 1 s 305 |

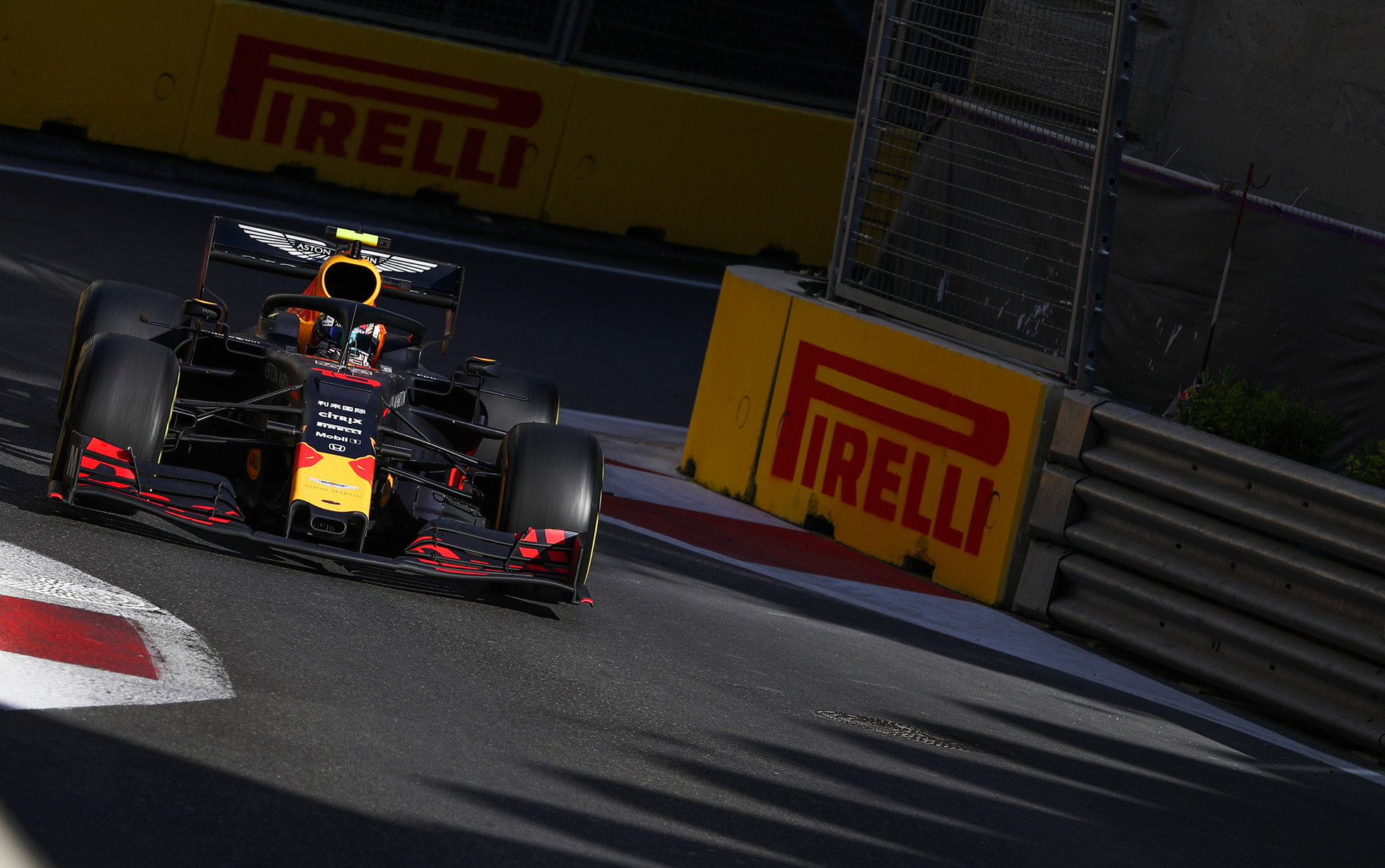
Pierre Gasly au Grand Prix d'Azerbaïdjan 2019.

- L'écurie Williams doit changer le châssis de la monoplace de Russell : « La voiture de George va nécessiter un changement de châssis en raison des dégâts causés par la plaque d'égout non fixée. En conséquence, en raison du règlement, il ne pourra pas rouler avant les EL3 demain » indique Claire Williams. En effet, l'article 25.4 du règlement 2019 dispose que : « Tout participant dont la voiture connaît un changement de cellule de survie après la vérification technique initiale doit remplir une nouvelle déclaration pour approbation par le délégué technique de la FIA. Toutefois, une telle voiture ne peut être utilisée avant le lendemain. »[8],[9] ;
- La séance est interrompue deux fois par un drapeau rouge, après un accident de Lance Stroll puis un autre de Daniil Kvyat[10].

### Troisième séance, le samedi de 14 h à 15 h

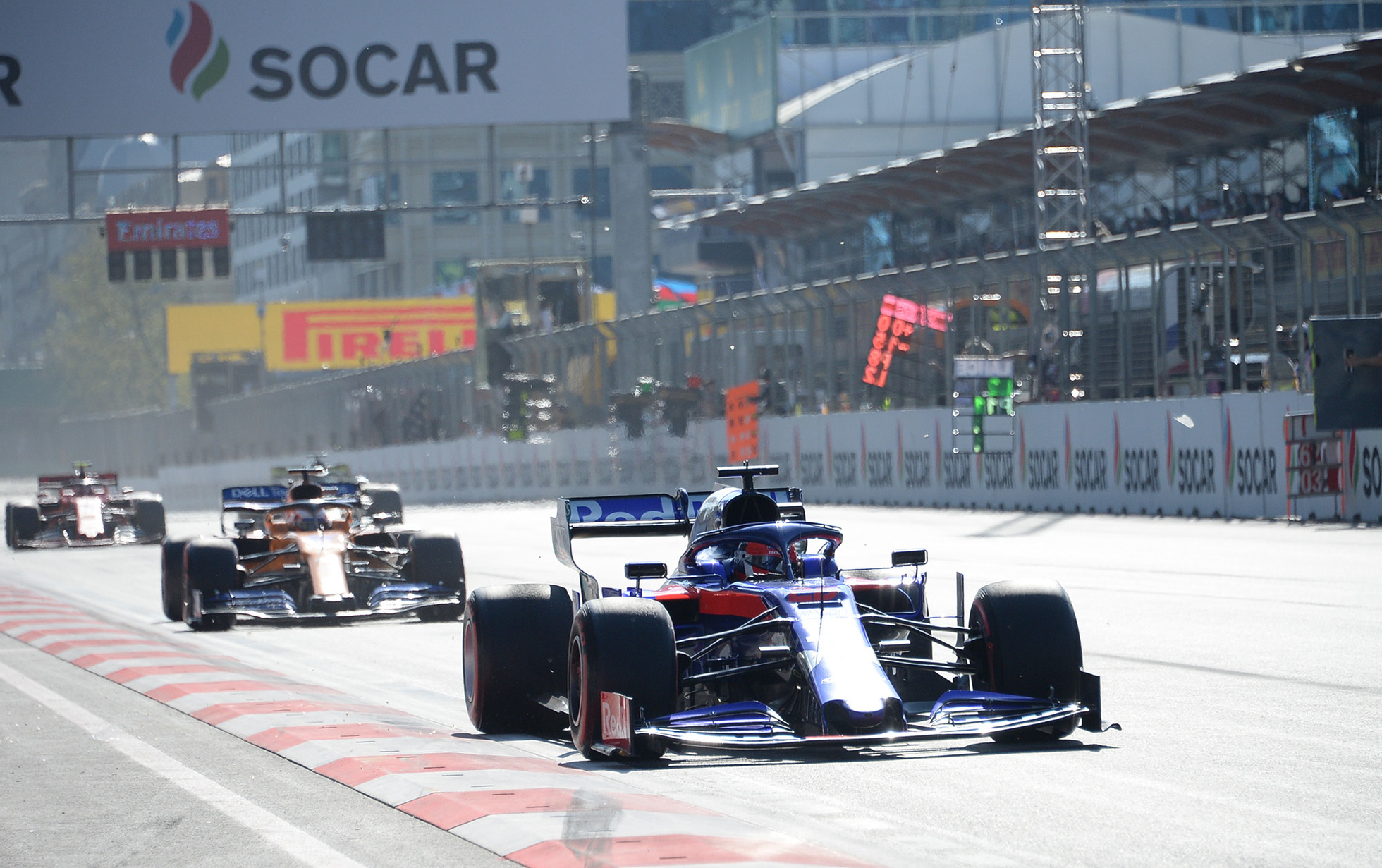
Daniil Kvyat au Grand Prix d'Azerbaïdjan 2019.

| Pos. | Pilote           | Voiture          | Chrono         | Écart     |
| ---- | ---------------- | ---------------- | -------------- | --------- |
| 1    | Charles Leclerc  | Ferrari          | 1 min 41 s 604 |           |
| 2    | Sebastian Vettel | Ferrari          | 1 min 41 s 802 | + 0 s 198 |
| 3    | Max Verstappen   | Red Bull-Honda   | 1 min 42 s 852 | + 1 s 248 |
| 4    | Valtteri Bottas  | Mercedes         | 1 min 43 s 064 | + 1 s 460 |
| 5    | Lewis Hamilton   | Mercedes         | 1 min 43 s 176 | + 1 s 572 |
| 6    | Daniil Kvyat     | Toro Rosso-Honda | 1 min 43 s 223 | + 1 s 619 |

## Séance de qualification, le samedi de 17 h à 18 h

### Résultats des qualifications
| Pos.                                                                                      | Pilote             | Écurie                    | Qualifications 1 | Qualifications 2 | Qualifications 3 |
| ----------------------------------------------------------------------------------------- | ------------------ | ------------------------- | ---------------- | ---------------- | ---------------- |
| 1                                                                                         | Valtteri Bottas    | Mercedes                  | 1 min 42 s 026   | 1 min 41 s 500   | 1 min 40 s 495   |
| 2                                                                                         | Lewis Hamilton     | Mercedes                  | 1 min 41 s 614   | 1 min 41 s 580   | 1 min 40 s 554   |
| 3                                                                                         | Sebastian Vettel   | Ferrari                   | 1 min 42 s 042   | 1 min 41 s 889   | 1 min 40 s 797   |
| 4                                                                                         | Max Verstappen     | Red Bull-Honda            | 1 min 41 s 727   | 1 min 41 s 388   | 1 min 41 s 069   |
| 5                                                                                         | Sergio Pérez       | Racing Point-BWT Mercedes | 1 min 42 s 249   | 1 min 41 s 870   | 1 min 41 s 593   |
| 6                                                                                         | Daniil Kvyat       | Toro Rosso-Honda          | 1 min 42 s 324   | 1 min 42 s 221   | 1 min 41 s 681   |
| 7                                                                                         | Lando Norris       | McLaren-Renault           | 1 min 42 s 371   | 1 min 42 s 084   | 1 min 41 s 886   |
| 8                                                                                         | Antonio Giovinazzi | Alfa Romeo-Ferrari        | 1 min 42 s 140   | 1 min 42 s 381   | 1 min 42 s 424   |
| 9                                                                                         | Charles Leclerc    | Ferrari                   | 1 min 41 s 426   | 1 min 41 s 995   | Pas de temps     |
| 10                                                                                        | Carlos Sainz Jr.   | McLaren-Renault           | 1 min 41 s 936   | 1 min 42 s 398   |                  |
| 11                                                                                        | Daniel Ricciardo   | Renault                   | 1 min 42 s 486   | 1 min 42 s 477   |                  |
| 12                                                                                        | Alexander Albon    | Toro Rosso-Honda          | 1 min 42 s 154   | 1 min 42 s 494   |                  |
| 13                                                                                        | Kevin Magnussen    | Haas-Ferrari              | 1 min 42 s 382   | 1 min 42 s 699   |                  |
| 14                                                                                        | Lance Stroll       | Racing Point-BWT Mercedes | 1 min 42 s 630   |                  |                  |
| 15                                                                                        | Romain Grosjean    | Haas-Ferrari              | 1 min 43 s 407   |                  |                  |
| 16                                                                                        | Nico Hülkenberg    | Renault                   | 1 min 43 s 427   |                  |                  |
| 17                                                                                        | George Russell     | Williams-Mercedes         | 1 min 45 s 062   |                  |                  |
| 18                                                                                        | Robert Kubica      | Williams-Mercedes         | 1 min 45 s 455   |                  |                  |
| Temps minimal à réaliser pour la qualification : 1 min 48 s 428 (107 % de 1 min 41 s 335) |                    |                           |                  |                  |                  |
| Dsq.                                                                                      | Kimi Räikkönen     | Alfa Romeo-Ferrari        | 1 min 42 s 059   | 1 min 42 s 082   | 1 min 43 s 068   |
| Dsq.                                                                                      | Pierre Gasly       | Red Bull-Honda            | 1 min 41 s 335   | Pas de temps     |                  |

### Grille de départ
- Pierre Gasly ayant manqué une pesée à l'issue de la deuxième séance d'essais libres, est pénalisé par l'obligation de s'élancer depuis la voie des stands quel que soit son résultat en qualifications. Les commissaires de course expliquent cette sanction : « Il ne s'était pas arrêté pour la pesée lorsque cela lui était demandé. Au lieu de ça, il a continué et procédé à un arrêt au stand lors duquel la voiture a été levée avec les quatre roues au-dessus du sol et changées, en infraction avec l'article 29.1 (a) du règlement ; la pénalité pour cette infraction est de demander à la voiture de s'élancer depuis la voie des stands. »[13],[14] Le pilote français est ensuite pénalisé d'un recul de cinq places sur la grille, donc sans conséquence, après le changement de sa boîte de vitesses[15]. Enfin, les commissaires sportifs ont constaté que le débit de carburant dépassait 100 kg/h lors de son tour le plus rapide, en infraction avec l'article 5.1.4 du règlement. Il est donc disqualifié des qualifications[16] ;
- Antonio Giovinazzi, auteur du huitième temps, est pénalisé d'un recul de dix places sur la grille de départ à cause de l'installation, après une défaillance à Shanghai, d'un nouveau boitier électronique, son troisième de la saison alors que seuls deux sont permis sans pénalité ; il s'élance de la dix-huitième place[17],[18] ;
- Kimi Räikkönen, auteur du neuvième temps, est exclu des qualifications, sa monoplace ayant été déclarée non conforme par les commissaires à l'issue des essais son aileron avant étant jugé trop flexible ; il s'élance de la voie des stands[19],[20] ;
- Robert Kubica, auteur du vingtième et dernier temps, part depuis la voie des stands. Williams, qui a souhaité effectuer des réglages supplémentaires sur sa monoplace en plus des réparations liées à son accident, n'a en effet pas respecté la règle du parc fermé[21],[22].

## Course

### Classement de la course
| Pos. | no | Pilote             | Écurie                    | Tours | Temps/Abandon                      | Grille  | Points |
| ---- | -- | ------------------ | ------------------------- | ----- | ---------------------------------- | ------- | ------ |
| 1    | 77 | Valtteri Bottas    | Mercedes                  | 51    | 1 h 31 min 52 s 942 (198,727 km/h) | 1       | 25     |
| 2    | 44 | Lewis Hamilton     | Mercedes                  | 51    | + 1 s 524                          | 2       | 18     |
| 3    | 5  | Sebastian Vettel   | Ferrari                   | 51    | + 11 s 739                         | 3       | 15     |
| 4    | 33 | Max Verstappen     | Red Bull-Honda            | 51    | + 17 s 493                         | 4       | 12     |
| 5    | 16 | Charles Leclerc    | Ferrari                   | 51    | + 1 min 09 s 107                   | 8       | 10 + 1 |
| 6    | 11 | Sergio Pérez       | Racing Point-BWT Mercedes | 51    | + 1 min 16 s 416                   | 5       | 8      |
| 7    | 55 | Carlos Sainz Jr.   | McLaren-Renault           | 51    | + 1 min 23 s 826                   | 9       | 6      |
| 8    | 4  | Lando Norris       | McLaren-Renault           | 51    | + 1 min 40 s 268                   | 7       | 4      |
| 9    | 18 | Lance Stroll       | Racing Point-BWT Mercedes | 51    | + 1 min 43 s 816                   | 13      | 2      |
| 10   | 7  | Kimi Räikkönen     | Alfa Romeo-Ferrari        | 50    | + 1 tour                           | Pitlane | 1      |
| 11   | 23 | Alexander Albon    | Toro Rosso-Honda          | 50    | + 1 tour                           | 11      |        |
| 12   | 99 | Antonio Giovinazzi | Alfa Romeo-Ferrari        | 50    | + 1 tour                           | 17      |        |
| 13   | 20 | Kevin Magnussen    | Haas-Ferrari              | 50    | + 1 tour                           | 12      |        |
| 14   | 27 | Nico Hülkenberg    | Renault                   | 50    | + 1 tour                           | 15      |        |
| 15   | 63 | George Russell     | Williams-Mercedes         | 49    | + 2 tours                          | 16      |        |
| 16   | 88 | Robert Kubica      | Williams-Mercedes         | 49    | + 2 tours                          | Pitlane |        |
| Abd. | 8  | Romain Grosjean    | Haas-Ferrari              | 38    | Freins                             | 14      |        |
| Abd. | 10 | Pierre Gasly       | Red Bull-Honda            | 38    | Demi-arbre de roue                 | Pitlane |        |
| Abd. | 26 | Daniil Kvyat       | Toro Rosso-Honda          | 33    | Accrochage                         | 6       |        |
| Abd. | 3  | Daniel Ricciardo   | Renault                   | 31    | Accrochage                         | 10      |        |

### Pole position et record du tour
- Pole position :  Valtteri Bottas (Mercedes) en 1 min 40 s 495 (215,044 km/h)[24].
- Meilleur tour en course :  Charles Leclerc (Ferrari) en 1 min 43 s 009 (209,795 km/h) au cinquantième tour ; cinquième à l'arrivée, il remporte le point bonus associé au meilleur tour en course[25].

### Tours en tête
- Valtteri Bottas (Mercedes) : 31 tours (1-11 / 32-51)[26]
- Lewis Hamilton (Mercedes) : 1 tour (12)
- Charles Leclerc (Ferrari) : 19 tours (13-31)

## Classements généraux à l'issue de la course
| Pos. | Pilote           | Écurie                    | Points |
| ---- | ---------------- | ------------------------- | ------ |
| 1    | Valtteri Bottas  | Mercedes                  | 87     |
| 2    | Lewis Hamilton   | Mercedes                  | 86     |
| 3    | Sebastian Vettel | Ferrari                   | 52     |
| 4    | Max Verstappen   | Red Bull-Honda            | 51     |
| 5    | Charles Leclerc  | Ferrari                   | 47     |
| 6    | Sergio Pérez     | Racing Point-BWT Mercedes | 13     |
| 7    | Pierre Gasly     | Red Bull-Honda            | 13     |
| 8    | Kimi Räikkönen   | Alfa Romeo-Ferrari        | 13     |
| 9    | Lando Norris     | McLaren-Renault           | 12     |
| 10   | Kevin Magnussen  | Haas-Ferrari              | 8      |
| 11   | Nico Hülkenberg  | Renault                   | 6      |
| 12   | Carlos Sainz Jr. | McLaren-Renault           | 6      |
| 13   | Daniel Ricciardo | Renault                   | 6      |
| 14   | Lance Stroll     | Racing Point-BWT Mercedes | 4      |
| 15   | Alexander Albon  | Toro Rosso-Honda          | 3      |
| 16   | Daniil Kvyat     | Toro Rosso-Honda          | 1      |

| Pos. | Écurie                    | Points |
| ---- | ------------------------- | ------ |
| 1    | Mercedes                  | 173    |
| 2    | Ferrari                   | 99     |
| 3    | Red Bull-Honda            | 64     |
| 4    | McLaren-Renault           | 18     |
| 5    | Racing Point-BWT Mercedes | 17     |
| 6    | Alfa Romeo-Ferrari        | 13     |
| 7    | Renault                   | 12     |
| 8    | Haas-Ferrari              | 8      |
| 9    | Toro Rosso-Honda          | 4      |

## Statistiques

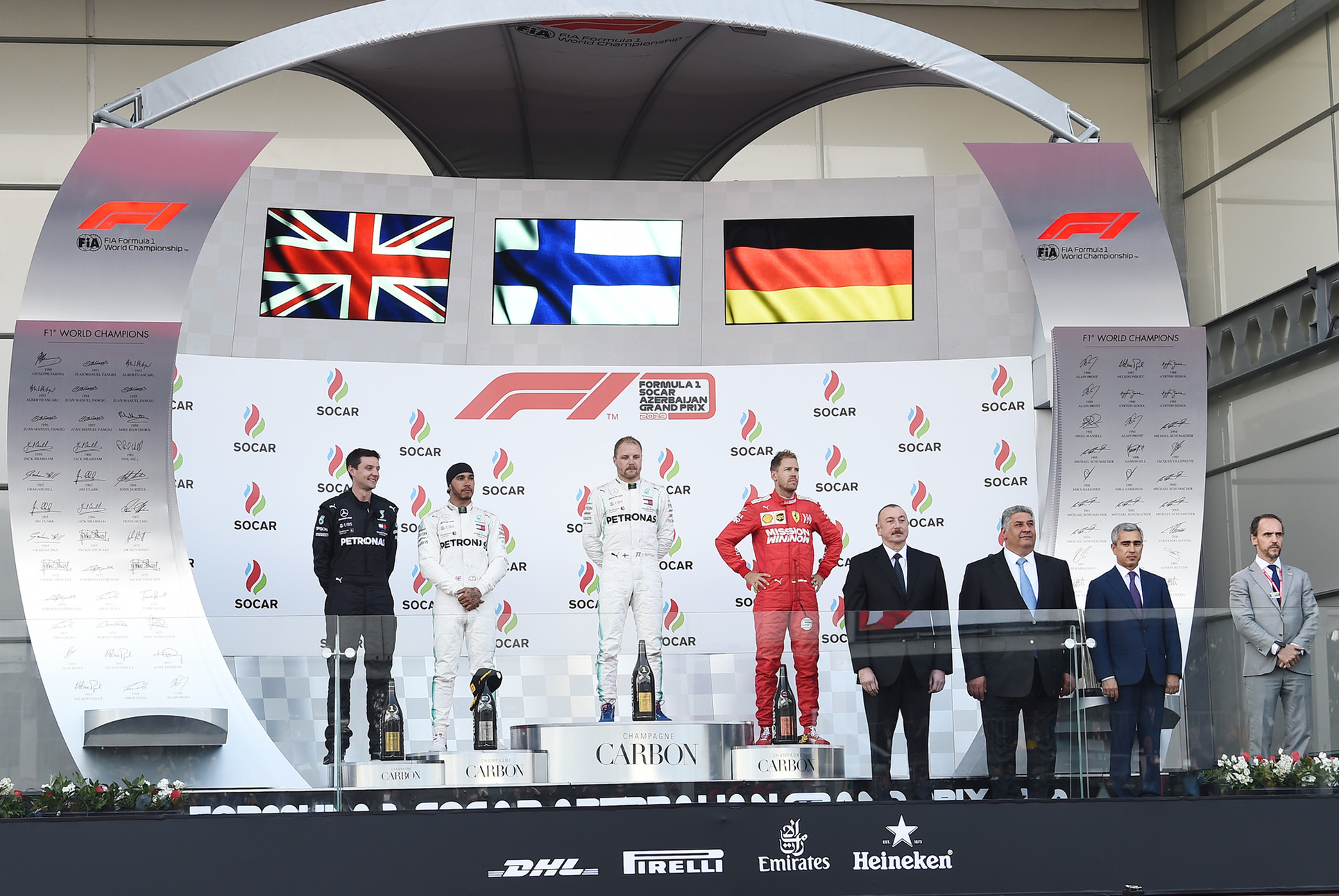
Le podium du Grand Prix.

Le Grand Prix d'Azerbaïdjan 2019 représente :
- la 8e pole position de Valtteri Bottas[29] ;
- la 5e victoire de sa carrière pour Valtteri Bottas[30] ;
- la 91e victoire de Mercedes Grand Prix en tant que constructeur[31] ;
- la 175e victoire de Mercedes en tant que motoriste[32] ;
- le 48e doublé de Mercedes Grand Prix[33].

Au cours de ce Grand Prix :
- Mercedes Grand Prix réalise un quatrième doublé consécutif en autant de courses disputées depuis le début de la saison, ce qui constitue un record de la discipline[34] ;
- Charles Leclerc est élu « Pilote du jour » à l'issue d'un vote organisé sur le site officiel de la Formule 1[35] ;
- Mika Salo (110 Grands Prix disputés entre 1994 et 2002, deux podiums et 33 points inscrits, vainqueur de la catégorie GT2 des 24 Heures du Mans en 2008 et 2009, du championnat American Le Mans Series en 2007 et des 12 Heures de Bathurst en 2014) est nommé assistant des commissaires de course pour ce Grand Prix[36],[37].